# Leonid Broniewoj
Leonid Broniewoj (ur. 17 grudnia 1928 w Kijowie, zm. 9 grudnia 2017 w Moskwie) – rosyjski aktor filmowy i teatralny.

## Życiorys
Leonid Broniewoj urodził się 17 grudnia 1928 roku w Kijowie w rodzinie żydowskiej. Przez 10 lat uczęszczał do szkoły muzycznej w Kijowie, gdzie uczył się grać na skrzypcach. Jego nauczycielem był Dawid Solomonowicz Berthier. Od 1988 roku występuje w moskiewskim teatrze. Zagrał również w kilku filmach.

## Filmografia
- 1964: Comrade Arseniy
- 1965: Lebedev vs Lebedev
- 1967: Your Contemporary
- 1973: Acting As...
- 1973: Siedemnaście mgnień wiosny
- 1975: Proszę o głos
- 1979: The Very Same Munchhausen
- 1981: Agonia
- 1982: Pokrovsky Gates
- 1984: Formula of Love
- 1991: Niebiosa obiecane

## Odznaczenia i nagrody
- Zasłużony Artysta Federacji Rosyjskiej
- Ludowy Artysta ZSRR
- Order Czerwonego Sztandaru Pracy
- Order „Za zasługi dla Ojczyzny”
- Nagroda Państwowa Federacji Rosyjskiej
- Nagroda Nika